# 国定忠治 (ドカベン)
国定 忠治（くにさだ ちゅうじ）は、漫画『ドカベン』に登場する架空の人物。アニメ版の声優は塩沢兼人。

## 人物
- 群馬県・赤城山高校の投手。右投両打。木下が投手の時は遊撃や三塁を守る。山田世代より一年上。
- 投打ともに優れた実力を持つバランスの良い選手。速球が武器のエースで、4番を打つ強打のスイッチヒッターでもある。相手が強いほど実力を発揮するタイプ。
- 特徴は、本人曰く「たいした特徴もないけど勝つこと」。
- 名前は上野国出身の侠客、国定忠治から。

## 経歴
- 県大会では1試合平均3点を取られる並の投手だったが、2年秋の関東大会の準決勝でノーヒットノーランを達成。決勝の明訓戦では、山田の打席のみ両投げの木下がマウンドに登る作戦を展開し、山田以外の明訓打線を9回まで2安打に抑えるも、敗退。
- 3年春の甲子園では、木下にエースを譲って打撃に専念するが、準決勝で土佐丸高校に敗退。同年の夏の甲子園にも出場した。
- 2004年、東京スーパースターズにテスト入団。目立った活躍こそないが、先発ローテーションを守っている。

## 背番号
- 16（2004年 - ）